# Lucille Opitz
Lucille Opitz (n. 24 noiembrie 1977, Berlin, RDG) este o sportivă ce a reprezentat Germania, medaliată olimpică. A participat la o ediție a Jocurilor Olimpice (2006) în care a câștigat o medalie de aur.

## Participări
Lista de mai jos prezintă principalele competiții la care a participat Lucille Opitz de-a lungul carierei.
- speed skating at the 2006 Winter Olympics – women's team pursuit[*]